# رتوزین (ایزوفلاون)
رتوزین (ایزوفلاون) (به انگلیسی: Retusin (isoflavone)) با فرمول شیمیایی C۱۶H۱۲O۵ یک ترکیب شیمیایی با شناسه پاب‌کم ۵۴۸۱۲۴۰ است. که جرم مولی آن ۲۸۴٫۲۶ g/mol می‌باشد. 